# 자카르타 창립 기념대회
자카르타 창립 기념대회(인도네시아어: Turnamen HUT Kota Jakarta, 영어: Jakarta Anniversary Tournament)는 1970년부터 1981년까지 인도네시아의 자카르타 시정부의 창립을 기념하기 위해 개최되었던 국제 축구 대회이다.

## 역대 대회
| 연도   | 우승                     | 준우승       | 결승전 | 비고                                 |
| ------ | ------------------------ | ------------ | ------ | ------------------------------------ |
| 1970년 | 말레이시아               | 대한민국 B팀 | 2-0    |                                      |
| 1971년 | 버마                     | 인도네시아   | 1-0    |                                      |
| 1972년 | 인도네시아               | 대한민국 B팀 | 5-2    |                                      |
| 1973년 | 버마                     | 인도네시아   | —      | 결선 토너먼트를 라운드 로빈으로 진행 |
| 1974년 | 버마                     | 인도네시아   | —      | 결선 토너먼트를 라운드 로빈으로 진행 |
| 1975년 | 버마                     | 말레이시아   | 2-0    |                                      |
| 1976년 | 대한민국 B팀             | 버마         | —      | 결선 토너먼트를 라운드 로빈으로 진행 |
| 1978년 | 대한민국 B팀             | 인도네시아   | 3-1    |                                      |
| 1981년 | 대한민국 · 불가리아 선발 | 빈칸         | 2-2    | 공동 우승                            |

## 같이 보기
- 구정컵
- 기린컵
- 네루컵 국제축구대회
- 머라이언컵 국제축구대회
- 메르데카 국제축구대회
- 인도네시아 독립컵
- 코리아컵 국제축구대회
- 퀸스컵
- 킹스컵
- IFA 실드